# Dragon Ball Z: Battle of Z
Dragon Ball Z: Battle of Z é um jogo de role-playing baseado na franquia manga e anime de Dragon Ball. Foi desenvolvido pela Artdink e publicado pela Bandai Namco Games. O jogo promove o lançamento do filme Dragon Ball Z: A Batalha dos Deuses com a primeira aparição em um jogo eletrônico de Goku em forma Deus Super Saiyajin, bem como dos personagens Bills e Whis.

## Desenvolvimento
Dragon Ball Z: Battle Of Z foi confirmado para estar em desenvolvimento em 14 de janeiro de 2013. Ele contará com um "Battle Royale" de oito jogadores, jogos de RPG online e batalhas de patrões dinâmicas. O jogo foi confirmado para uma versão mundial. É um jogo baseado em vários jogadores, embora um jogador seja um recurso disponível.
A Namco Bandai Games anunciou hoje que Dragon Ball Z: Battle of Z será lançado no Brasil, para Xbox 360, PlayStation 3 e PlayStation Vita. Este será o primeiro título da série Dragon Ball Z a receber legendas em Português Brasileiro.

## Visão Geral
Battle of Z é um jogo de ação de combate de equipe que permite até oito jogadores batalharem uns contra os outros em uma jogabilidade e estilo gráfico semelhante ao de Dragon Ball: Zenkai Battle Royale. O jogo pode ter até quatro jogadores no time cooperativo, e permite aos jogadores realizarem ataques juntos e curar uns aos outros. Ele também suporta batalhas multijogador online, e conexão PS Vita ad-hoc. Uma restrição multijogador neste jogo é que dois jogadores não podem jogar no mesmo console; os desenvolvedores afirmam que isso é devido a querer que um jogador tenha os melhores gráficos possíveis em tela cheia. Battle of Z possui mais de 70 personagens, bem como batalhas de equipe contra personagens gigantes, como Oozaru Vegeta, Oozaru Gohan e Hildegarn.
O jogo possui mais de 70 personagens. Em vez de transformações agrupadas em um só personagem, elas são separadas em cada transfromação cada. A oferta de pré-ordem vem com outros dois personagens exclusivos no DLC do jogo: Super Vegetto e Bardock Super Saiyajin, disponíveis apenas por pré-ordem em toda a Europa, América e Austrálasia. A edição do dia 1 inclui um código para o personagem bônus: Goku no traje Naruto Modo Sábio.
Para celebrar ainda mais o lançamento do jogo, a NAMCO BANDAI Games Europe oferece aos fãs algumas ofertas únicas de pré-ordem de dia 1, agora incluindo a edição GOKU: uma edição de colecionador para PlayStation 3 e Xbox 360, que apresenta o jogo completo com o exclusivo "GOKU (Naruto Uzumaki Sage Mode) Costume DLC", a DLC de Goku com roupa de Naruto Modo Sábio, um livro de arte com conteúdo privilegiado da equipe de desenvolvedores e uma action-figure "SUPER SAIYAN GOKU" exclusiva de 25 cm de altura.